# Vestfold
 je norveška administrativna regija (fylke). ki meji na Buskerud in Telemark. Administrativno središče je Tønsberg. Vestfold leži zahodno od Oslo Fjorda, kot nakazuje tudi ime. V njem so številna manjša, a na Norveškem dobro znana mesta, kot so Larvik, Sandefjord, Tønsberg in Horten. Skozi okrožje teče reka Numedalslågen. Ob obali se nahajajo številni otoki. Vestfold je pretežno nižinska regija in sodi med kmetijsko najbolj obdelane norveške regije. Zime trajajo približno tri mesece, medtem ko prijetne poletne temperature while trajajo od maja do septembra, s povprečno julijsko temperaturo 17°C (Podnebje Tønsberga Arhivirano 2007-09-29 na Wayback Machine.).

## Občine
Vestfold sestavlja 14 občin:
1. Andebu
2. Hof
3. Holmestrand
4. Horten
5. Lardal
6. Larvik
7. Nøtterøy
8. Re
9. Sande
10. Sandefjord
11. Stokke
12. Svelvik
13. Tjøme
14. Tønsberg